# Рождественский сочельник
Рожде́ственский соче́льник (сочельник, сочевник) — канун праздника Рождества Христова. Приходится на 24 декабря (6 января).

## Название
Согласно словарю Даля, в сочельник едят «сочиво».
По версии Фасмера, название происходит от реконструируемого др.-рус. *сочьньникъ и, в свою очередь, от соченя — лепёшки на конопляном масле, которые пеклись на Рождество Христово.

## Значение и дата
Рождественский сочельник считается днём усиленного приготовления к празднику Рождества Христова. В церквях, придерживающихся григорианского календаря и новоюлианского календаря, сочельник приходится на 24 декабря. Некоторые православные и греко-католические церкви, в том числе и Русская православная церковь, продолжают праздновать Рождество Христово также 25 декабря, но по юлианскому календарю (старому стилю), и этот день приходится на 7 января по григорианскому календарю, поэтому для них рождественский сочельник наступает 6 января.
В конце III — начале IV веков христиане начали отмечать Рождество и Крещение Спасителя в один день — 6 января под общим наименованием Богоявления. Эту традицию по сей день сохраняет Армянская апостольская церковь. И только в середине IV века Римская церковь стала праздновать Рождество Христово 25 декабря, отдельно от Крещения Господня.

Праздник Рождества Христова — один из дней, когда с наибольшей глубиной и радостью мы переживаем встречу с Богом. До этого торжественного и дивного дня мир и Бог были разлучены грехом, и человек, как бы он ни рвался к встрече с Богом, не мог её своими силами, без Него, осуществить. И Бог в Своей неизмеримой любви, в Своей милости стал человеком, Он прошел ту грань, которая разделяла человека падшего от вечной жизни и от вечной радости.— митрополит Антоний Сурожский.
В православии известна традиция в рождественский сочельник отказываться от пищи до появления первой звезды, которая связана с тем, что в древности литургия навечерия Рождества Христова служилась вечером, и христиане не вкушали пищу до её окончания. Однако впоследствии литургия навечерия смещалась на более ранние часы и в наши дни служится утром, поэтому пост «до первой звезды» утратил литургическое обоснование. После отказа от пищи в сочельник было принято есть сочиво или кутью — цельные зёрна крупы с мёдом и фруктами.
В католической традиции строгий пост в рождественский сочельник не является обязательным. Вечером в семьях принято собираться на торжественную трапезу с постными блюдами, перед началом которой читают отрывок из Евангелия о рождении Иисуса Христа. В восточноевропейских странах существует обычай преломлять на этой трапезе облатки (рождественские хлебцы). После окончания семейной трапезы верующие направляются в храм на вечернее богослужение праздника Рождества Христова.

## Особенности богослужения

### Богослужение в православной церкви
В Навечерие Рождества и Богоявления совершается служба, состоящая из Великих (Царских) Часов с чтением Евангелия, краткого последования «Изобразительных», во время которого священнослужители на амвоне читают входные молитвы и облачаются, и великой вечерни с чтением паремий в соединении с Литургией Василия Великого, в Крещенский Сочельник в конце литургии после заамвонной молитвы совершается Великое водосвятие.
Если сочельник (как Рождественский, так и Крещенский) попадает на субботу или воскресенье, то служба Царских Часов с Изобразительными и великой вечерней переносится на пятницу, причём в этом случае литургию к ним не присоединяют (то есть в пятницу литургия не совершается в принципе), в сам сочельник в этом случае служится литургия Иоанна Златоуста (водосвятие в Крещенский сочельник всё равно совершается), а в сам праздник (Рождество или Крещение) в этом случае совершается литургия Василия Великого.

### Богослужение в католической церкви
В рождественский сочельник 24 декабря месса утром служится по чину Адвента, проприй этой мессы отражает близость наступления праздника. Интроит мессы рождественского сочельника:
Вот уже пришла полнота времени, когда послал Бог Сына Своего на землю
Месса навечерия Рождества начинается затемно, как правило, в полночь, но по пастырским соображениям разрешено начинать богослужение на несколько часов раньше. В Польше и некоторых других странах Восточной Европы называется пастырской или «пастеркой».

### Богослужение в евангелическо-лютеранской церкви
Навечерие Рождества — Вигилия — празднуется вечером 24 декабря. В храме фиолетовые параменты Адвента меняются на белые. Белую столу надевают и пасторы. Клирос украшается рождественской ёлкой. В отличие от обычных воскресных месс, в сочельник евхаристию не совершают (соответственно нет исповеди и анафоры) и богослужение сводится к пению гимнов, хвалебных молитв (Laudamus), библейских чтений (особое место занимает чтение 2 гл. Евангелия от Луки) и проповеди. Вместо Апостольского Символа веры читают Никейский Символ. Вместо апостольских посланий читается Ветхий Завет. В конце мессы пастор выносит импровизированные ясли с куклой, изображающей младенца Иисуса.

## Славянские традиции
Подробнее по этой теме см.: Коляда, Божич
У славян сочельником начинаются святки — две недели зимних праздников, продолжающихся вплоть до Крещения Господня 6 (19) января. С вечера сочельника начинали колядовать.

## В литературе
Рождественский сочельник описан в повести Н. В. Гоголя «Ночь перед Рождеством» (1830) из цикла «Вечера на хуторе близ Диканьки».